# 中央モノローグ線
『中央モノローグ線』（ちゅうおうモノローグせん）は、小坂俊史による日本の4コマ漫画作品。『まんがライフオリジナル』（竹書房）にて2008年3月号から2009年10月号にかけて連載、全20話。コミックスは同社のバンブーコミックスより全1巻。
続編である『遠野モノがたり』『モノローグジェネレーション』、スピンオフ作品『灰色の春』、同じシリーズに属する『モノローグ書店街』についても本項目で取り上げる。

## 中央モノローグ線

### 概要
中央線沿いで生活する女性達の生活をそれぞれのモノローグの形で綴る。
シリーズ第三弾となる『モノローグジェネレーション』発売を期に3年半ぶりに重版が決定するなど、息の長いロングヒット作品となった。
2009年10月には単行本の発売にちなんで、中央線沿線の書店にて中央線フェアが開催された。

### 特徴
- 各エピソードはモノローグとして語られ、他の登場人物との会話がほとんどない。
- モノローグ部分は全て手書きで書かれている。会話や他者の発言にはフキダシと写植が用いられるが、上記の通り他者の発言そのものが稀なため、写植が用いられているコマは全体を通してもごくわずかである。
- 各エピソードのサブタイトルには語り手に対応する駅名が含まれる。ただし、各話の最後のエピソードは駅名ではなく「中央線」が含まれる。
- 最終話を除く各話の最初と最後のエピソードはなのかが語り手になっている。

### 主な登場人物
- 初登場順。

なのか
中野在住のイラストレーター。第1話より登場。初登場時29歳。漢字表記は「菜香」。各話の1つめと最後のエピソードは必ず彼女が担当している。
最終話では中野を離れる前に舞台となった各駅に想いを馳せ、その後続編「遠野モノがたり」では岩手県遠野市に引っ越した彼女の生活が語られるなど、作者を投影したキャラクターとなっている。
ブログを運営しているようだが、あまり人気はない。以前はあるデザイナーと交際していた。
キャラクター名は「なかの」のアナグラム。
マドカ
高円寺の古着屋店主。第1話より登場。初登場時26歳。
4年ほど前から独立して開業している。実家との折り合いはあまりよくない。
キャラクター名は「高円寺」の「円（まどか）」から。
「モノローグジェネレーション」第10話に登場している。この時点でも古着屋店主であった。
祥子
吉祥寺在住の女性。職業・年齢ともに単行本の登場人物紹介で唯一「不明」扱いになっている。第1話より登場。
失恋を繰り返しており、「井の頭公園のボートにカップルで乗ると別れる」の都市伝説にあえて挑んでは玉砕を続けている。
彼女のエピソードは最終話を除いて各話の最終ページの右側に固定されており、作者の他の漫画にも見られる「登場位置固定キャラクター」にあたる。
キャラクター名は「吉祥寺」の「祥」から。
「モノローグジェネレーション」第1話に登場。この時に30代である事が判明している。
キョウコ
第2話にて武蔵境在住の中学生として登場し第15話で高校生となる。苗字は「酒井」。
三鷹駅以東に憧れを持っており、新宿の私立高校に進学するつもりでいたが、市内の都立難関高校 に本人の希望と予想に反して合格してしまい、計画は頓挫。モヤモヤとした青春の日々を送り続けることになる。
キャラクター名は姓名ともに「武蔵境」の「境」から。
「モノローグジェネレーション」第2話・第8話に登場。唯一複数回に登場している。この時は受験生になっていたが、高校の時とは違い大学受験には失敗した。
麻美
北区在住で阿佐谷の小さな会社に勤めるOL。第4話より登場。初登場時27歳。
会社では紅一点であるためストレスも溜まりがちだが、OL生活を楽しむ工夫も身につけている。
キャラクター名は「あさがや」の「あさ」から。
ミカ
三鷹在住で山手線内の大学に通う文学部生。第7話より登場。
祖父の墓が太宰治の墓地のある禅林寺にある。
自宅近所にある玉川上水で命を絶った太宰治に影響されて文学部に入ったが、人間としての太宰治は嫌っており「ダザイスト」は禁句。
キャラクター名は「みたか」の「み」「か」から。
茜
西荻窪在住の劇団員。第10話より登場。初登場時22歳。実家は北海道。
劇団では脇役ばかりで、まだ大役は任されていない。
ボロアパートで貧乏暮らしをしている。中華料理屋でアルバイトをしている。
キャラクター名は「西」+「荻」のくさかんむり。
圭
荻窪在住のシングルマザー。第12話より登場。初登場時31歳。苗字は「穴水」。実家は長野。
中野～三鷹間の全ての街に住んだ経験があり、乱れた生活もしていたが、現在は娘と二人荻窪で穏やかに暮らすことを目標にしている。
コミックスの人物紹介では事務員として働いていることが明かされているが、実際に働いているシーンは出てこない。
キャラクター名は「窪」の字を分解すると「穴」「さんずい（＝水）」「圭」になることから。
「モノローグジェネレーション」第12話に登場。ここでは6月の梅雨の晴れ間の日に結婚式を挙げたが、娘が産まれる前にすぐに離婚した事が明らかになる。
卜（ボク）
大久保在住の韓国人留学生。単行本のみ登場。
日本語学校に通っている。
キャラクター名は「おおくぼ」の「ぼ」「く」から。
あづま
東中野在住のフリーター。単行本のみ登場。
中野に対抗意識を燃やしている。
キャラクター名は「東中野」の「東（あづま）」から。

### 書誌情報
小坂俊史『中央モノローグ線』 竹書房〈バンブーコミックス〉、2009年10月31日初版発行（10月17日発売）、ISBN 978-4-8124-7171-5

## 遠野モノがたり
『遠野モノがたり』（とおのモノがたり）は、小坂俊史による日本の4コマ漫画作品。『まんがライフオリジナル』（竹書房）にて2009年11月号から2011年5月号にかけて連載、全19話。コミックスは同社のバンブーコミックスより全1巻。

### 概要
前作『中央モノローグ線』のコンセプトをそのまま引き継ぎ、舞台を岩手県遠野市に移した作品。題名の由来は遠野を舞台とした柳田國男の文学作品『遠野物語』より。
筆者である小坂俊史が実際に2年間居住した経験を元に執筆している。

### 『中央モノローグ線』との主な違い
- 舞台が中央線沿線から岩手県遠野市に移っている。
- 前作から引き続き登場しているのは主人公のなのかのみで、他の登場人物は現地在住の新キャラである。
- 扉絵が前作の右4コマ部分の1段使用だったものが、下半分大ゴマの形式に変更されている。
- 後ろから2番目のページは通常の4コマでなく、1ページを丸ごと使用した漫画となっている。内容は遠野地方の名所や祭りなどをなのかが訪れるというもの。
- 『中央モノローグ線』ではマドカの古着屋でなのかが買い物をしたことがあるらしいシーンが回想の中に登場する程度で登場人物どうしの関係は明確に描かれなかったが、本作ではなのかとみどりが自動車学校で一度だけ遭遇している。

### 主な登場人物
なのか
初登場時30歳。「東京にいなければならない理由がなかった」から遠野に期間限定で移住したイラストレーター。北国の生活は初めてのため、様々な新体験をすることになる。また、本作にて普通免許を取得。
最終話で再び東京へ移住している。コミックスの人物紹介で初めて名字が「瀬戸」であることが明かされた。
｢中央～｣時代はロングヘアだったが、当作品からはショートヘアになっている。
みどり
第3話にて遠野に住む女子高生として登場し、卒業後は農家手伝いとなる。名字は「遠峰」。初登場時18歳。
遠野には就職先が見つからないため、仙台に出るか、あるいは盛岡の専門学校に進むか迷った末、地元に残ることを決意。叔父の農家を手伝うことになる。その後叔父が体調を崩し生産を縮小したため失業の危機に遭うが、最終話で市内の小さな会社に就職することができた。なのかと同じ自動車学校に通い、一度だけ会話もしている。互いの境遇を聞き、お互いに自分にはないものを感じて「ずるい」と思っている。
キャラクター名の由来は彼女の通っていた「遠野緑峰高校」から。
次作品の「モノローグジェネレーション」第7話にも登場。「遠野…」からは唯一の登場となった。会社では苦労が絶えないようだが、雪国ならではのアイデアで克服しようとする。
アヤ
仙台でフリーター生活をしていたが、10年ぶりに遠野に戻ってきた女性。初登場は第5話。スーパーの店員をしている。名字は「織町」。初登場時28歳。
外部からの移住者であるなのかとも、遠野から出たことのないみどりとも違う、「戻ってきた住人」としての独特な視線を持つ。
最終話で遠野に移住してきた男性と恋仲になったことが示唆されている。
キャラクター名の由来は彼女の住む「綾織町」から。
座敷童子（ざしきわらし）
なのかのアパートに住んでいる座敷童子。アパートが作られる前から長く住み着いていたために力もなくなり、なのかには見えない。最初は畳敷きの六畳間のみが行動範囲だったものの、なのかがこたつを出すようになってからはフローリングの居間にも住み着くようになっている。なのかにツッコミを入れたり、カッパにライバル意識を燃やしたりしている。
最終話を除き各話の最終ページ右側の位置固定キャラクター。

### 書誌情報
小坂俊史『遠野モノがたり』 竹書房〈バンブーコミックス〉、2011年6月10日初版発行（5月27日発売）、ISBN 978-4-8124-7574-4

## モノローグジェネレーション
『モノローグジェネレーション』は、小坂俊史による日本の4コマ漫画作品。『まんがライフオリジナル』（竹書房）にて2011年8月号から2013年3月号まで連載、全20話。

### 概要
前作『中央モノローグ線』『遠野モノがたり』のコンセプトをそのまま引き継ぎ、毎月ひとつのテーマを年代別に描く作品。13〜72歳の女性がレギュラーとして登場している。

### 『中央モノローグ線』『遠野モノがたり』との主な違い
- 前々作からの登場人物のなのかも登場するが、今回は主役ではない。テーマによっては前2作の登場人物、または1話限定のキャラが登場する場合がある。
- 扉絵は「中央」時代のスタイルに戻された。
- 最終話を除く各話の最初と最後のエピソードはひとみが語り手になっている。

### 主な登場人物
ひとみ
初登場時13歳。中学生。今作の主人公にあたる。
4月2日生まれ。
10代前半ゆえ多感な時期を迎える。
一穂
初登場時18歳。大学生。
3月31日生まれ。
北海道から東京の大学に進学したが、最終回で小学生時代に北海道に引っ越した事が判明する。
中学時代にいじめを受けており、それを避けるため名門校に進学。高校進学後は成績が悪かったが、そこで後に同じ大学に通う友人と出会った。
両親は既に離婚している。なので父に対しては複雑な思いはあるが、電話は出来るようだ。父の名字は「川崎」であるが、「今は名字の違う父」という記述があるため、母方の姓を名乗っている(母方の名字は明らかにされなかった)。
ニコ
初登場時24歳。ストリートミュージシャン。本名は史子。
3月30日生まれ。
メジャーデビューを夢見ているが、いまだそれに至っていない。そのためバイトを休まず行っている。
学生時代はいじめる側にいたが、その相手の名前も顔も忘れていた。
みのり
初登場時30歳。OL。
臆病な性格。出身中学が荒れていたため危険から逃れるべく、目立たない行動をしていた。会社でもさほど目立っておらず、トラブルに巻き込まれる事も少ない。
運動は苦手。
なのか
初登場時32歳。イラストレーター。
「中央」「遠野」からの登場人物。4月3日生まれ。
今回はイラストレーターの内情に重点が置かれている。
しのぶ
初登場時43歳。女社長。
名字は四倉。レギュラーの中では唯一名字が判明している。
バブル時代を知っている世代。
イツ子
初登場時58歳。小学校教師。
小学1年のクラスを受け持っており、久々に受け持ったため悪戦苦闘する。
定年が近くなっており、それを意識する描写が多い。
最終回で定年を迎えたが、その時に他の登場人物とあるつながりがある事が明らかにされる。
ナナ
初登場時72歳。年金生活者。
名前は7番目に生まれたことから。
黒い性格。夫には10年前に先立たれている。
最終話を除き各話の最終ページ右側の位置固定キャラクター。

### その他の登場人物
ここでは前2作から以外の1話限定で登場するキャラについて記す。
れいな(6歳)
第3話に登場。天才子役。父親と母親の笑い方でうそ笑いを見抜く事が出来る。
ダブルスコア(二人とも20歳)
第3話に登場。駆け出しのお笑いコンビ。客を笑わせるため、アルバイトやネタ作りに苦労している。
むつみ(65歳)
第4話に登場。パート従業員。両親と夫がそれぞれ別な病院で亡くなったため、それを避けるため隣町の病院へ通院している。その行動を心がけた結果健康になってしまった。
亮子(24歳)
第4話に登場。看護師（「やまいだれ」の扉絵のナース）。呼称が「看護婦」から「看護師」に変わった苦悩が描かれている。
みなみ(38歳)
第7話に登場。沖縄在住。幼少時、雪のない沖縄が嫌だと駄々をこね、父親が満点の星空と白い砂浜の夜の浜辺に連れて行った。
新子(22歳)
第8話に登場。就活生。内定をもらえず、父の会社の入社試験を受ける事になる。父は特別扱いはしないと言ったが、大量採用により内定をもらう事が出来た(ただし最下位)。
蜷川(27歳)
第10話に登場。県議会議員。若さとビジュアルでトップ当選。それは週刊誌に撮られた議員の居眠りに怒りを覚えたからであったが、本人も眠りこけてしまった。
稲本(17歳)
第12話に登場。女子高生。竹原という同級生に思いを寄せている。
木倉(26歳)
第14話に登場。陸上選手。運動神経は抜群だが、団体競技を恐がり陸上の槍投げの選手となる。
梅子(18歳)
第14話に登場。女子サッカー部の補欠部員。なでしこジャパンがW杯を制したため部員が急増し、レギュラーから補欠に落ちた。
N(14歳)
第15話に登場。ひとみの同級生。後述のYにいじめられている。ひとみから心配されており、声をかけられている。
Y(14歳)
第15話に登場。ひとみの同級生。Nをいじめている。

### 書誌情報
小坂俊史『モノローグジェネレーション』 竹書房〈バンブーコミックス〉、2013年5月1日初版発行（4月17日発売）、ISBN 978-4-8124-8148-6

## 灰色の春

### 概要
『灰色の春』は、2014年8月31日に発表された小坂俊史の同人誌。小坂の東日本大震災の被災経験を描く実録漫画。竹書房に許諾を得て『遠野モノがたり』のなのかをキャラクターとしてそのまま使用しており（ただし職業は漫画家という設定になっている）、『遠野モノがたり』のスピンオフ、あるいは拾遺集ともとることが出来るものである。
同人誌のため一般流通はしていないが、初出となった同人誌即売会のコミティアが編纂した『コミティア30thクロニクル 第3集』にも同じ内容のものが収録されている。
同人誌版で得た収益の全額を遠野まごころネットに寄付している。
2021年3月12日、東日本大震災から満10年というタイミングで全ページが無料公開された。

### 書誌情報
コミティア実行委員会『コミティア30thクロニクル 第3集』 双葉社、2014年11月26日初版発行、ISBN 978-4-5753-0795-5

## モノローグ書店街
『モノローグ書店街』（モノローグしょてんがい）は、小坂俊史による日本の4コマ漫画作品。『まんがライフWIN』（竹書房）にて2019年7月12日より2021年まで連載された。

### 概要
『中央モノローグ線』にはじまる「モノローグ3部作」のコンセプトをそのまま引き継ぎ、様々な書店に勤務する書店員たちを描く作品。レギュラーキャラクターは19歳から56歳までの男女書店員。

### 主な登場人物
進藤こころ
「ブックス愛」に勤務する26歳女性。
作家愛にあふれており、POP広告の制作に熱心。
及川令二
「あすなろブックセンター」に勤務する29歳男性。
作家志望で生活のために書店で働いている。デビューの夢をなかなか果たせずにいるため、少し卑屈な性格。
ペンネームは「影友陽炎」。
奥さとみ
「目森書店」に勤務する33歳女性。
記憶力が非常に良く、客の顔と購入書を覚えている。しかし勤務生活に記憶力を活かすことはあまりない。
成瀬行之
「古本オフビート」店主の41歳男性。
目つきが悪く無愛想だが、似たような人種の客しか来ないため表面上は社交的。

内木みずき
いわゆる町の小さな本屋である「小町書店」に勤務する31歳女性。
隣りの花屋の主人とお近づきになりたく思っているが、うまくいっていない。
道成琉奈
「つきみ書店」に勤務する19歳女性。
いわゆるギャルで、一冊も本を読んだことがないが、友達や先輩の来そうにないところでバイトをしたいという理由から書店で働き始めた。
深田静佳
24時間書店「24ブックス」に勤務する30歳女性。
深夜の時間帯を担当しており、普通の書店にはあまりない特殊な接客経験が多い。
篠部忍
「想い出書房」店主の56歳男性。
若い頃は熱心な文学青年。離婚とリストラを経験し、古書店を開業して自分の蔵書を売ることにした。
畑本文彦
「ウドク書房」店主の36歳男性。
農村へ移住し、晴耕雨読の理想を体現すべく、雨の日だけオープンする書店を開いた。
小栗翔子
空港内の書店に勤務する26歳女性。
旅行者のみを客とする日々を送っている。
なつめ
30階建てでその全てが専門フロアという超巨大書店「バベル書房」に勤務する23歳女性。
文系だがまるで縁のなかった理工書コーナーを担当する。
単行本ではカットされており、フルネームも不明。

### 書誌情報
小坂俊史『モノローグ書店街』 竹書房〈バンブーコミックス〉、2021年3月27日発売、ISBN 978-4-8019-7243-8